# Clinodiplosis cearensis
Clinodiplosis cearensis är en tvåvingeart som först beskrevs av Tavares 1917.  Clinodiplosis cearensis ingår i släktet Clinodiplosis och familjen gallmyggor. Inga underarter finns listade i Catalogue of Life.